# Vunasti majmuni pauci
Vunasti majmuni pauci (lat. Brachyteles) su rod primata iz porodice hvataša. Blisko su povezani s majmunima paucima i vunastim majmunima. Dijele se na dvije vrste: sjeverni vunasti majmun pauk i južni vunasti majmun pauk, koji su jedni od najugroženijih majmuna na svijetu. Žive u šumama jugoistočnog Brazila na nadmorskoj visini do 1600 metara.

## Izgled
Najveći su među majmunima Novog svijeta. Dugi su 45-78 centimetara. Mužjaci su teški 12-15 kilograma, dok su ženke lakše sa svojih 9,5 do 11 kilograma. Krzno im je smeđe do crne boje, ali ponekad je i crvenkasto. Noge i ruke su prilagođene drnom načinu života, duge su i mršave. Rep je izrazito dug, dulji od tijela.

## Način života
Dnevne su i arborealne životinje. Jutarnje sate provode tražeći sebi hranu, dok ostatak dana odmaraju. Žive u skupinama sastavljenim od 8 do 43 životinje. Biljojedi su, oko 50% njihove prehrane bazira se na listovima, 30% na plodovima, a ostatak čine drugi biljni dijelovi.
Poligamni su; mužjaci se često pare s više jedinki. Gestacija traje sedam ili osam mjeseci, te se najčešće rodi jedno mladunče, koje sa šest mjeseci počinje hodati i istraživati vlastitu okolinu. Majka ga doji dvije godine, a spolnu zrelost postiže s pet do sedam godina. Životni vijek ovih majmuna nije poznat.

## Vanjske poveznice
- Sjeverni vunasti majmun pauk[neaktivna poveznica] i južni vunasti majmun pauk  Arhivirana inačica izvorne stranice od 11. rujna 2009. (Wayback Machine) arkive.org - Informacije, fotografije i video zapisi